# Acontia ochreola
Acontia ochreola là một loài bướm đêm trong họ Noctuidae.